# سباستین باتاگلیا
سباستین باتاگلیا (انگلیسی: Sebastián Battaglia؛ زادهٔ ۸ نوامبر ۱۹۸۰) بازیکن فوتبال اهل آرژانتین است.
از باشگاه‌هایی که در آن بازی کرده‌است می‌توان به باشگاه فوتبال بوکا جونیورز و باشگاه فوتبال ویارئال اشاره کرد.
وی همچنین در تیم ملی فوتبال آرژانتین بازی کرده‌است.